# Панченко, Анастасия Анатольевна
Анастаси́я Анато́льевна Па́нченко (3 мая 1990, Омск) — российская гребчиха-байдарочница, выступает за сборную России с 2010 года. Серебряный и бронзовый призёр чемпионатов мира, победительница национальных и молодёжных регат. На соревнованиях представляет Омскую область, мастер спорта международного класса.

## Биография
Анастасия Панченко родилась 3 мая 1990 года в Омске. Активно заниматься греблей на байдарке начала в раннем детстве, проходила подготовку в омской специализированной детско-юношеской спортивной школе олимпийского резерва № 3, позже тренировалась в омском областном центре спортивной подготовки и в омском государственном училище олимпийского резерва — под руководством таких специалистов как А. Б. Шишкин, Т. А Тищенко, И. А. Юренко.
Первого серьёзного успеха добилась в 2010 году, когда впервые попала в основной состав российской национальной сборной и благодаря череде удачных выступлений удостоилась права защищать честь страны на чемпионате мира в польской Познани — с командой, куда также вошли гребчихи Наталия Лобова, Анастасия Сергеева и Наталья Проскурина, выиграла бронзовую медаль в эстафете 4 × 200 м, пропустив вперёд команды Германии и Венгрии. В 2012 году дважды попала в число призёров чемпионата России, в 2013-м выиграла чемпионат мира среди студентов, впервые стала призёром на этапе Кубка мира, взяла серебро и бронзу на всероссийском первенстве.
В 2014 году представляла страну на домашнем мировом первенстве в Москве, вновь участвовала в эстафете 4 × 200 м и на сей раз стала серебряным призёром, уступив лишь команде Польши — при этом её партнёршами были Лобова, Наталья Подольская и Елена Терехова. За выдающиеся спортивные достижения удостоена почётного звания «Мастер спорта России международного класса».